# Hugh Wood
Hugh Wood (født 27. juni 1932 i Parbold, Lancashire - død 14. august 2021 i London, England) var en engelsk komponist og lærer.
Wood studerede komposition i London på Det Kongelige Musikkonservatorium hos bl.a. lain Hamilton og Anthony Milner. Han har skrevet en symfoni, orkesterværker, kammermusik, koncertmusik og solostykker for mange intstrumenter etc. Wood var også lærer i komposition på Det Kongelige Musikkonservatorium i London, og på universiteterne i Glasgow og Cambridge.

## Udvalgte værker
- Symfoni (1982) - for orkester
- Kammerkoncert (1971) - for stort ensemble
- "Variationer" (1994-1997) - for orkester
- "Divertimento" (2007) - for strygeorkester
- Violinkoncert (1970-1972) - for violin og orkester
- Klaverkoncert (1991) - for klaver og orkester
- Cellokoncert (1965-1969) - for cello og orkester
- "Vilde Cyclamen" (2005-2006) - for orkester